# Legends of Aria
Legends of Aria (talvolta abbreviato in LoA) è un MMORPG di genere fantasy sviluppato da Citadel Studios Inc e un team di ex sviluppatori principali di Ultima Online di cui il gioco viene definito "erede spirituale". la grafica è prevalentemente 3D isometrica.
Il gioco è stato lanciato nel luglio 2020 dopo una versione beta avvenuta nell'agosto 2019. Nel marzo del 2021 è stato pubblicato il primo DLC.

## Modalità di gioco
Il gioco è gratuito, ma se si vuole costruire una casa, un negozio ed avere slot maggiori in banca bisogna acquistare un citizen pack. Altri pacchetti danno accesso a nuove funzioni. Il gioco è disponibile solo in lingua inglese.
Il giocatore inizia senza tutorial e senza missioni, in quanto, nel gioco, non c'è niente di prestabilito da fare. Può sviluppare diverse abilità più o meno sinergiche fra loro, con un limite di 600 punti. 
Il player versus player è full loot: ovvero se si muore in combattimento contro un altro giocatore reale, si perde tutto l'inventario e chiunque può prenderselo. Il giocatore può fare anche player versus monsters ed oltre ad interagire con altri utenti "reali" può interagire anche con PNG ovvero personaggi manovrati da un'intelligenza artificiale.